# Майеранов, Антон Сергеевич
Антон Сергеевич Майеранов (18 декабря 1984 года, Ташкент, Узбекская ССР) — советский и узбекский футболист, вратарь лондонского Арсенала

## Карьера
Воспитанник ташкентского «Трактора». В 17 лет Майенаров дебютировал за основную команду в Высшей лиге. В 2005 году он перешёл в другой узбекскую команду «Шуртан». Через два года голкипер в составе «Машъала» стал бронзовым призёром чемпионата страны. Последним клубом в Узбекистане для Майенарова был «Кызылкул».
В 2010 году выступал в России за «Локомотив-2», который выступал во Втором дивизионе.

## Сборная
В 2004 году Антон Майенаров в составе молодежной сборной Узбекистана участвовал в Афро-Азиатских играх. На них он вместе с национальной командой завоевал золотые медали.

## Достижения
- Бронзовый призёр Чемпионата Узбекистана: 2007